# AmenBand
AmenBand – polska grupa muzyczna założona w 1996 roku przez kontrabasistę jazzowego i kompozytora Andrzeja Cudzicha (1960–2003).

## Historia zespołu
Na pierwszej płycie Łąki Twoich Obietnic, obok Andrzeja Cudzicha, pojawili się: wokaliści – Mieczysław Szcześniak, Beata Bednarz, Ewa Uryga i Bożena Dłuciak oraz Janusz Skowron (instrumenty klawiszowe), Krzysztof Zawadzki (perkusja), a także goście – Tomasz Szukalski (saksofon), Robert Cudzich (gitara), Andrzej Jagodziński (fortepian). Na krążku znalazły się w większości utwory Andrzeja Cudzicha, a także popularne pieśni chrześcijańskie, takie jak Kocham, więc nie muszę się bać, Czy wiesz, że to już czas, jak też Jezus mój Zbawiciel.
W 1998 roku zespół nagrał drugą płytę, Rozmowa z Ojcem złożoną w całości z kompozycji Andrzeja Cudzicha, w tym utworu tytułowego, zarejestrowanego także jako ballada instrumentalna (Talking To The Fahter) na jazzowej, autorskiej płycie kontrabasisty Simple way. Oprócz stałej obsady wykonawczej (Beata Bednarz, Ewa Uryga, Janusz Skowron i Krzysztof Zawadzki) pojawili się goście, a wśród nich: Mieczysław Szcześniak (wokal), Eric Marienthal (saksofon), Leszek Szczerba (saksofon), Joachim Mencel (fortepian), Jacek Królik (gitara), Mariusz Puchłowski (fletnia Pana), Mariusz Pędziałek (obój), Radosław Kuliś (perkusja), Jan Pilch (instrumenty perkusyjne), Maciek Schejbal (instrumenty perkusyjne), orkiestra Sinfonietta Cracovia pod dyrekcją Jana Jarczyka oraz krakowski chór pod dyrekcją Rafała Marchewczyka.
Trzecia płyta Coraz bliżej powstała w 2002 roku. W nagraniach wzięli udział: wokaliści – Mieczysław Szcześniak, Beata Bednarz, Patrycja Gola oraz Tomasz Kałwak (instrumenty klawiszowe), Janusz Skowron (fortepian), Radosław Kuliś (perkusja), a także goście: Piotr Wojtasik (flugelhorn), Marek Podkowa (saksofon tenorowy), Robert Cudzich (gitara), Adam Szewczyk (gitara). Znajdują się na niej w większości kompozycje autorstwa Andrzeja Cudzicha, w tym modlitwa Ojcze nasz. Nie zabrakło także pieśni uwielbieniowej (Panie my Twoje dzieci Boba Fitza).
Autorami większości tekstów na wszystkich trzech płytach są Jolanta Kołodziejska, Andrzej Bujnowski OP i Adam Ziemianin. Przez 7 lat swojego istnienia AmenBand można było usłyszeć na wielu festiwalach i koncertach. Do najważniejszych trzeba zaliczyć występ na Placu św. Piotra w Rzymie w lipcu 2000 roku podczas Jubileuszowej Pielgrzymki Narodowej Polaków. Zespół prowadził również wielokrotnie warsztaty muzyczne w Bielsku-Białej, Krośnie, Zielonej Górze, Górce Klasztornej i Karpaczu.
Rok 2002 zaowocował współpracą z Violą Brzezińską (wokal), Jackiem Tarkowskim (instrumenty klawiszowe), Krzysztofem Nakończym (gitara), Radosławem Kulisiem (perkusja), a także – w późniejszym czasie – z wokalistką Renatą Wołkiewicz.
Andrzej Cudzich zmarł w 2003 roku po walce z ciężką chorobą. Warto wspomnieć o pieśni zatytułowanej Chwała, która stała się niejako testamentem Andrzeja Cudzicha i na stałe wpisała się w muzykę polskiego nurtu CCM.
W 2012 roku wydawnictwo Edycja św. Pawła dokonała reedycji dwóch nieistniejących na rynku płyt AmenBandu: płyty Łąki Twoich Obietnic oraz Coraz bliżej.
W 2013 roku z okazji 10. rocznicy śmierci założyciela zespołu Fundacja im. Andrzeja Cudzicha zainicjowała zespół Reaktywacja, który inspiruje się działalnością AmenBandu. Zespół obok autorskich kompozycji wykonuje także utwory Andrzeja Cudzicha, w tym piosenkę „Chwała”.

## Dyskografia
Łąki Twoich Obietnic, 1996
Rozmowa z Ojcem, 1998
Coraz Bliżej, 2002
Reedycja, 2012